# Conde de Mansfield

Brasão de armas dos condes de Mansfield

Conde de Mansfield, no Condado de Nottingham, e Conde de Mansfield, no Condado de Middlesex, são dois títulos do Pariato da Grã-Bretanha que estão unidos sob um único titular desde 1843.

## História
Os títulos Conde de Mansfield (no Condado de Nottingham) e Conde de Mansfield (no Condado de Middlesex) foram criados em 1776 e 1792, respectivamente, para o advogado e juiz escocês William Murray, 1.º Barão Mansfield, quarto filho de David Murray, 5.º Visconde de Stormont (veja Visconde de Stormont para a história anterior da família). Ele foi Lorde Chefe de Justiça do King's Bench de 1756 a 1788. Murray já havia sido criado Barão Mansfield, no Condado de Nottingham, no Pariato da Grã-Bretanha em 1756, com o restante normal para os herdeiros masculinos de seu corpo. Os dois condados foram criados com remanescentes diferentes. O condado de 1776 foi criado com o restante para Louisa Murray (nascida Cathcart), Lady Stormont (filha de Charles Schaw Cathcart, 9.º Lorde Cathcart ), segunda esposa de seu sobrinho David Murray, 7.º Visconde de Stormont, enquanto o condado de 1792 (referindo-se a uma Mansfield fictícia em Middlesex para diferenciá-lo do primeiro condado)  foi criado com o restante para seu sobrinho Lorde Stormont.
Lorde Mansfield não tinha filhos e, após sua morte em 1793, a baronia foi extinta. Ele foi sucedido no condado de 1776, de acordo com o restante especial, pela esposa de seu sobrinho, Louisa, a segunda condessa, e no condado de 1792, de acordo com o restante especial, por seu sobrinho Lorde Stormont, que se tornou o segundo conde. Este último foi um político notável por mérito próprio e serviu como Lorde Juiz Geral, Secretário de Estado do Departamento do Norte e Lorde Presidente do Conselho . Ele foi sucedido pelo filho mais velho dele e de Louisa, o terceiro conde (da criação de 1792). Ele era Lorde Tenente de Clackmannanshire . Após sua morte, o título passou para seu filho, o quarto conde (da criação de 1792). Ele foi um político conservador e serviu como Lorde do Tesouro de 1834 a 1835 na primeira administração de Sir Robert Peel . Em 1843, ele sucedeu sua avó, a segunda Condessa de Mansfield (que havia sobrevivido ao marido por quarenta e sete anos) e se tornou também o terceiro Conde de Mansfield da criação de 1776.
Ele foi sucedido por seu neto, o quinto e o quarto conde. Ele era o filho mais velho de William David Murray, Visconde de Stormont. Ele morreu solteiro e foi sucedido por seu irmão mais novo, o sexto e o quinto conde. Seu filho, o sétimo e sexto conde, representou Perth na Câmara dos Comuns e serviu como Lorde Tenente de Perthshire . O oitavo e o sétimo conde de Mansfield ocuparam cargos no governo conservador de Margaret Thatcher como Ministro de Estado no Gabinete Escocês de 1979 a 1983 e no Gabinete da Irlanda do Norte de 1983 a 1984.
Os títulos são atualmente detidos por seu filho mais velho, o nono Conde de Mansfield da criação de 1792 e o oitavo Conde de Mansfield da criação de 1776. Ele também é o décimo quinto Visconde de Stormont, o décimo quinto Lorde Scone e o décimo terceiro Lorde Balvaird.
A sede da família é o Palácio de Scone, perto de Scone, Perthshire . O Conde de Mansfield é o Guardião Hereditário do Castelo de Lochmaben de Bruce.  A família também foi proprietária da Kenwood House em Londres, de 1754 a 1925.

## Condes de Mansfield, no Condado de Middlesex (1792)
- William Murray, 1.º Conde de Mansfield, 1.º Conde de Mansfield (1705–1793)
- David Murray, 2.º Conde de Mansfield (1727–1796)
- David William Murray, 3.º Conde de Mansfield (1777–1840)
- William David Murray, 4.º Conde de Mansfield, 3.º Conde de Mansfield (1806–1898)
- William David Murray, 5.º Conde de Mansfield, 4.º Conde de Mansfield (1860–1906)
- Alan David Murray, 6.º Conde de Mansfield, 5.º Conde de Mansfield (1864–1935)
- Mungo David Malcolm Murray, 7.º Conde de Mansfield, 6.º Conde de Mansfield (1900–1971)
- William David Mungo James Murray, 8.º Conde de Mansfield, 7.º Conde de Mansfield (1930–2015)
- Alexander David Mungo Murray, 9.º Conde de Mansfield, 8.º Conde de Mansfield (n. 1956)

## Par atual
Alexander David Mungo Murray, 9.º Conde de Mansfield (nascido em 17 de outubro de 1956) é o filho mais velho do 8.º Conde e sua esposa Pamela Joan Foster e foi educado no Eton College . A partir de 1971 ele foi formalmente denominado Visconde Stormont. Em 21 de outubro de 2015, ele sucedeu como Conde de Mansfield (criado em 1776 e 1792), Lorde Scone (1604), Lorde Balvaird e Visconde de Stormont (1621).  
Em 1985, ele se casou com Sophia Mary Veronica Ashbrooke, e eles tiveram quatro filhos: 
- Lady Isabella Mary Alexandra Murray (nascida em 1987) [5]
- William Philip David Mungo Murray, Visconde Stormont (nascido em 1988), seu herdeiro aparente [6] [5]
- Lady Iona Margaret Sophia Murray (nascida em 1992) [5]
- Lady Louisa Frederica Olivia Murray (nascida em 1996) [5]

## Condes de Mansfield, no Condado de Nottingham (1776)
- William Murray, 1.º Conde de Mansfield, 1.º Conde de Mansfield (1705–1793)
- Louisa Murray, 2.ª Condessa de Mansfield (1758–1843)
- William David Murray, 4.º Conde de Mansfield, 3.º Conde de Mansfield (1806–1898)

William David Murray e seus herdeiros (como Condes de Mansfield, no Condado de Nottingham) são idênticos aos Condes de Mansfield, no Condado de Middlesex.